# Волжки търговски път
Волжкият търговски път, известен и като пътя от немците към хазарите, е воден път в Източна Европа, свързващ Скандинавия и северногерманското крайбрежие през Балтика, Нева, Волхов, Ладога, Илмен, Ловат и по течението на Волга с Каспийския басейн и Персия.
Имал е разклонение по Северна Двина към Бяло море.
Този път възниква, както и пътят от варягите към гърците, през 8 век. Началото му се поставя в 780 г. с появата на варягите, които търгуват с волжките българи. Първоначално пътят е известен и като „пътя от немците към хазарите“, но през XI век губи значението си в полза на пътя от варягите към гърците.
Според абасидския административен географ Ибн Хурдазбих през IX век по посочения маршрут се движат търговци със славянско потекло и търгуващи с ценни кожи.